# Walter Pabst
Walter Pabst (Darmstadt, 9 de marzo de 1907 - † Berlín, 18 de noviembre de 1992) fue un romanista e hispanista alemán.

## Biografía
Pabst estudió en Frankfurt con Matthias Friedwagner y su sucesor Erhard Lommatzsch, y después con el hispanista Helmut Hatzfeld y Hellmuth Petriconi. Se doctoró en 1929 con Góngoras Schöpfung in seinen Gedichten Polifemo und Soledades ("La creación poética en el Polifemo y las Soledades de Luis de Góngora" (Revue Hispanique 80, 1930), traducido al español en 1966 por Nicolás Marín. Luego trabajó como periodista en Berlín, Roma y Florencia con los seudónimos de "Fedor Wälderlin" y "Luis Argote". En 1950 obtuvo el título de profesor en Hamburgo y publicó Novellentheorie und Novellendichtung ("Teoría de la novela y novela corta", Hamburgo, 1953). En 1955 se convirtió en profesor asociado de Filología Románica en Bonn y sucedió en 1958 a Fritz Neubert como profesor titular en la Universidad Libre de Berlín, donde en 1963 fue decano. En 1972 se convirtió en profesor emérito.
Durante cuarenta años desde 1953 fue coeditor de Romanistischen Jahrbuchs y desde 1974 fue miembro de la Sociedad Científica de Berlín.

## Distinciones
- 1982: Orden del Mérito primera Clase de la República Federal de Alemania

## Obra
- Góngoras Schöpfung in seinen Gedichten Polifemo und Soledades ("La creación poética en el Polifemo y las Soledades de Luis de Góngora", tesis de 1929 traducida al español en 1966 por Nicolás Marín.
- Novellentheorie und Novellendichtung ("Teoría de la novela y novela corta"), Hamburgo, 1953.
- Venus und die missverstandene Dido ("Venus y la malentendida Dido"), Hamburgo, 1955
- Luis de Góngora im Spiegel der deutschen Dichtung und Kritik ("Luis de Góngora en el espejo de la poesía alemana y la crítica"), Heidelberg, 1967
- Der moderne französische Roman ("La novela francesa moderna"), Berlín 1968
- Das moderne französische Drama ("El drama francés moderno"), Berlín 1971
- Die moderne französische Lyrik ("La lírica francesa moderna"), Berlín 1976
- Themen und Texte. Studien zur romanistischen und zur vergleichenden Literaturwissenschaft ("Temas y textos. Estudios sobre Romanística y Literatura comparada"), Berlín 1977
- Französische Lyrik des 20. Jahrhunderts ("Poesía en francés del siglo XX"), Berlín 1983.

- Datos: Q2545709
- Multimedia: Walter Pabst / Q2545709